# Рокша (приток Шахи)
Рокша — река в России, протекает во Владимирской и Ярославской областях. Устье реки находится в 22 км по левому берегу реки Шаха. Длина реки составляет 38 км, площадь водосборного бассейна — 119 км².

## Данные водного реестра
По данным государственного водного реестра России относится к Окскому бассейновому округу, водохозяйственный участок реки — Нерль от истока и до устья, речной подбассейн реки — бассейны притоков Оки от Мокши до впадения в Волгу. Речной бассейн реки — Ока.
По данным геоинформационной системы водохозяйственного районирования территории РФ, подготовленной Федеральным агентством водных ресурсов:
- Код водного объекта в государственном водном реестре — 09010300812110000032326
- Код по гидрологической изученности (ГИ) — 110003232
- Код бассейна — 09.01.03.008
- Номер тома по ГИ — 10
- Выпуск по ГИ — 0